# Oxyhaloa ferreti
Oxyhaloa ferreti är en kackerlacksart som först beskrevs av Reiche och Leon Fairmaire 1847.  Oxyhaloa ferreti ingår i släktet Oxyhaloa och familjen jättekackerlackor. Inga underarter finns listade i Catalogue of Life.